# Campionati del mondo di atletica leggera 2015 - 400 metri ostacoli maschili
La gara dei 400 metri ostacoli maschile dei campionati del mondo di atletica leggera 2015 si è svolta tra il 22 e il 25 agosto.

## Podio
| Pos.    | Atleta            | Nazionalità | Tempo |
| ------- | ----------------- | ----------- | ----- |
| Oro     | Nicholas Bett     | Kenya       | 47"79 |
| Argento | Denis Kudryavtsev | Russia      | 48"05 |
| Bronzo  | Jeffery Gibson    | Bahamas     | 48"17 |

## Situazione pre-gara

### Record
Prima di questa competizione, il record del mondo e il record dei campionati erano i seguenti.
| Record                | Prestazione | Atleta                  | Data                               | Competizione              |
| --------------------- | ----------- | ----------------------- | ---------------------------------- | ------------------------- |
| Record mondiale       | 46"78       | Kevin Young Stati Uniti | 6 agosto 1992 Barcellona, Spagna   | Olimpiadi 1992            |
| Record dei campionati | 47"18       | Kevin Young Stati Uniti | 19 agosto 1993 Stoccarda, Germania | Campionati del mondo 1993 |

### Campioni in carica
I campioni in carica, a livello mondiale e olimpico, erano:
| Campione | Atleta                         | Prestazione | Data                              | Competizione         |
| -------- | ------------------------------ | ----------- | --------------------------------- | -------------------- |
| Olimpico | Félix Sánchez Rep. Dominicana  | 47"63       | 6 agosto 2012 Londra, Regno Unito | Giochi olimpici 2012 |
| Mondiale | Jehue Gordon Trinidad e Tobago | 47"69       | 15 agosto 2013 Mosca, Russia      | Mondiali 2013        |

### La stagione
Prima di questa gara, gli atleti con le migliori tre prestazioni dell'anno erano:
| Pos. | Atleta                       | Prestazione | Data                          |
| ---- | ---------------------------- | ----------- | ----------------------------- |
| 1    | Bershawn Jackson Stati Uniti | 48"09       | 15 maggio 2015 Doha, Qatar    |
| 2    | Johnny Dutch Stati Uniti     | 48"13       | 4 giugno 2015 Roma, Italia    |
| 3    | Nicholas Bett Kenya          | 48"29       | 1º agosto 2015 Nairobi, Kenya |

## Risultati

### Qualificazioni
I migliori 4 tempi di ogni batteria (Q) e i successivi 4 migliori tempi (q) si qualificano per la finale.
| Pos. | Batteria | Nome                  | Nazionalità       | Tempo | Note                                     |
| ---- | -------- | --------------------- | ----------------- | ----- | ---------------------------------------- |
| 1    | 1        | Nicholas Bett         | Kenya             | 48.37 | Q                                        |
| 2    | 5        | Denis Kudryavtsev     | Russia            | 48.51 | Q,                                       |
| 3    | 3        | Kerron Clement        | Stati Uniti       | 48.75 | Q                                        |
| 4    | 2        | Boniface Mucheru      | Kenya             | 48.79 | Q,                                       |
| 5    | 4        | Yasmani Copello       | Turchia           | 48.89 | Q,                                       |
| 6    | 3        | Niall Flannery        | Regno Unito       | 48.90 | Q,                                       |
| 7    | 2        | Michael Tinsley       | Stati Uniti       | 48.91 | Q                                        |
| 8    | 5        | Patryk Dobek          | Polonia           | 48.94 | Q                                        |
| 9    | 5        | Johnny Dutch          | Stati Uniti       | 48.97 | Q                                        |
| 10   | 2        | Javier Culson         | Porto Rico        | 49.02 | Q                                        |
| 11   | 1        | Timofey Chalyy        | Russia            | 49.05 | Q,                                       |
| 12   | 3        | Kariem Hussein        | Svizzera          | 49.08 | Q                                        |
| 13   | 1        | Jeffery Gibson        | Bahamas           | 49.09 | Q                                        |
| 14   | 3        | Annsert Whyte         | Giamaica          | 49.10 | Q                                        |
| 15   | 2        | Louis Jacobus van Zyl | Sudafrica         | 49.12 | Q                                        |
| 16   | 1        | Kurt Couto            | Mozambico         | 49.15 | Q,                                       |
| 17   | 4        | Rasmus Mägi           | Estonia           | 49.18 | Q                                        |
| 18   | 4        | Thomas Barr           | Irlanda           | 49.20 | Q                                        |
| 19   | 1        | Abdelmalik Lahoulou   | Algeria           | 49.33 | q                                        |
| 19   | 2        | Leford Green          | Giamaica          | 49.33 | q                                        |
| 21   | 5        | Yuki Matsushita       | Giappone          | 49.34 | Q                                        |
| 22   | 5        | Haron Koech           | Kenya             | 49.38 | q,                                       |
| 22   | 5        | Michaël Bultheel      | Belgio            | 49.38 | q                                        |
| 22   | 3        | Miles Ukaoma          | Nigeria           | 49.38 |                                          |
| 25   | 1        | Roxroy Cato           | Giamaica          | 49.47 |                                          |
| 26   | 4        | Cheng Wen             | Cina              | 49.56 | Q,                                       |
| 26   | 4        | Ivan Shablyuyev       | Russia            | 49.56 |                                          |
| 28   | 1        | Michael Cochrane      | Nuova Zelanda     | 49.58 | Record nazionale                         |
| 28   | 2        | Yuta Konishi          | Giappone          | 49.58 | Miglior prestazione personale stagionale |
| 30   | 1        | Takayuki Kishimoto    | Giappone          | 49.78 |                                          |
| 31   | 2        | Jehue Gordon          | Trinidad e Tobago | 49.91 |                                          |
| 32   | 1        | Eric Alejandro        | Porto Rico        | 49.94 |                                          |
| 33   | 4        | Eric Cray             | Filippine         | 50.04 |                                          |
| 34   | 4        | Bershawn Jackson      | Stati Uniti       | 50.14 |                                          |
| 35   | 5        | Miloud Rahmani        | Algeria           | 50.21 |                                          |
| 36   | 5        | Jaak-Heinrich Jagor   | Estonia           | 50.29 |                                          |
| 37   | 4        | Johannes Maritz       | Namibia           | 51.10 |                                          |
| 38   | 3        | Saber Boukemouche     | Algeria           | 51.54 |                                          |
| 39   | 5        | Amadou N'Diaye        | Senegal           | 52.40 |                                          |
| 40   | 2        | Maoulida Darouèche    | Comore            | 53.06 |                                          |
|      | 3        | Mohamed Sghaier       | Tunisia           | dq    |                                          |
|      | 2        | Andrés Silva          | Uruguay           | dns   |                                          |
|      | 3        | Cornel Fredericks     | Sudafrica         | dns   |                                          |
|      | 4        | Jack Green            | Regno Unito       | dns   |                                          |

### Semifinali
I migliori 2 di ogni batteria (Q) e i successivi due migliori tempi (q) avanzano alla finale
| Pos. | Batteria | Nome                  | Nazionalità | Tempo | Note                                     |
| ---- | -------- | --------------------- | ----------- | ----- | ---------------------------------------- |
| 1    | 2        | Denis Kudryavtsev     | Russia      | 48.23 | Q,                                       |
| 2    | 1        | Boniface Mucheru      | Kenya       | 48.29 | Q,                                       |
| 3    | 2        | Jeffery Gibson        | Bahamas     | 48.37 | Q,                                       |
| 4    | 2        | Patryk Dobek          | Polonia     | 48.40 | q,                                       |
| 5    | 2        | Yasmani Copello       | Turchia     | 48.46 | q,                                       |
| 6    | 3        | Michael Tinsley       | Stati Uniti | 48.47 | Q                                        |
| 7    | 1        | Kerron Clement        | Stati Uniti | 48.50 | Q                                        |
| 8    | 3        | Nicholas Bett         | Kenya       | 48.54 | Q                                        |
| 9    | 3        | Kariem Hussein        | Svizzera    | 48.59 |                                          |
| 10   | 1        | Timofey Chalyy        | Russia      | 48.69 | Miglior prestazione personale            |
| 11   | 1        | Thomas Barr           | Irlanda     | 48.71 |                                          |
| 12   | 2        | Johnny Dutch          | Stati Uniti | 48.74 |                                          |
| 13   | 1        | Rasmus Mägi           | Estonia     | 48.76 |                                          |
| 14   | 1        | Abdelmalik Lahoulou   | Algeria     | 48.87 | Record nazionale                         |
| 15   | 2        | Louis Jacobus van Zyl | Sudafrica   | 48.89 |                                          |
| 16   | 1        | Annsert Whyte         | Giamaica    | 48.90 | Miglior prestazione personale stagionale |
| 17   | 3        | Niall Flannery        | Regno Unito | 49.17 |                                          |
| 18   | 3        | Javier Culson         | Porto Rico  | 49.36 |                                          |
| 19   | 2        | Haron Koech           | Kenya       | 49.54 |                                          |
| 20   | 3        | Leford Green          | Giamaica    | 49.59 |                                          |
| 21   | 2        | Cheng Wen             | Cina        | 49.62 |                                          |
| 22   | 1        | Michaël Bultheel      | Belgio      | 49.66 |                                          |
| 23   | 3        | Kurt Couto            | Mozambico   | 50.58 |                                          |
| 24   | 3        | Yuki Matsushita       | Giappone    | 51.10 |                                          |

### Finale
| Pos. | Corsia | Nome              | Nazionalità | Tempo | Note                                                       |
| ---- | ------ | ----------------- | ----------- | ----- | ---------------------------------------------------------- |
|      | 9      | Nicholas Bett     | Kenya       | 47"79 | Record nazionale · Miglior prestazione mondiale stagionale |
|      | 6      | Denis Kudryavtsev | Russia      | 48"05 | Record nazionale                                           |
|      | 7      | Jeffery Gibson    | Bahamas     | 48"17 | Record nazionale                                           |
| 4    | 8      | Kerron Clement    | Stati Uniti | 48"18 | Miglior prestazione personale stagionale                   |
| 5    | 4      | Boniface Tumuti   | Kenya       | 48"33 |                                                            |
| 6    | 2      | Yasmani Copello   | Turchia     | 48"96 |                                                            |
| 7    | 3      | Patryk Dobek      | Polonia     | 49"14 |                                                            |
| 8    | 5      | Michael Tinsley   | Stati Uniti | 50"02 |                                                            |